# Oscar Pacheco
Oscar Fernando Pacheco (Castelar, Provincia de Buenos Aires, Argentina, 15 de julio de 1967) es un exfutbolista argentino que jugaba de delantero. Se desempeñó en clubes de Argentina, Perú y Ecuador. Es padre de Germán Pacheco.

## Trayectoria

### Como jugador
| Club               | País      | Período   |
| ------------------ | --------- | --------- |
| San Miguel         | Argentina | 1989-1990 |
| Ituzaingó          | Argentina | 1991-1993 |
| Tigre              | Argentina | 1993-1994 |
| San Miguel         | Argentina | 1995-1996 |
| San Agustín        | Perú      | 1996      |
| FBC Melgar         | Perú      | 1997      |
| Brown de Adrogué   | Argentina | 1998      |
| Almirante Brown    | Argentina | 1999      |
| Olmedo             | Ecuador   | 2000      |
| Liga de Quito      | Ecuador   | 2001-2002 |
| Liga de Portoviejo | Ecuador   | 2002      |
| Emelec             | Ecuador   | 2003      |
| Macará             | Ecuador   | 2003      |

### Como entrenador
| Club            | País      | Período |
| --------------- | --------- | ------- |
| Olmedo          | Ecuador   | 2012    |
| Central Español | Uruguay   | 2013    |
| Macará          | Ecuador   | 2013    |
| Municipal Cañar | Ecuador   | 2014    |
| Estudiantes BA  | Argentina | 2015    |

## Palmarés

### Campeonatos nacionales
| Título               | Club          | País      | Año  |
| -------------------- | ------------- | --------- | ---- |
| Primera B (Clausura) | Tigre         | Argentina | 1994 |
| Serie A              | Olmedo        | Ecuador   | 2000 |
| Serie B              | Liga de Quito | Ecuador   | 2001 |

### Distinciones individuales
| Distinción             | Club          | País    | Año  |
| ---------------------- | ------------- | ------- | ---- |
| Goleador de la Serie B | Liga de Quito | Ecuador | 2001 |